# Министерство внутренних дел Эстонии
Министерство внутренних дел Эстонии (эст. Siseministeerium) и его ведомства образуют самое крупное министерство в Эстонии, где работает около 14 000 человек. В своей повседневной работе министерство развивает и направляет две сферы: внутреннюю безопасность и региональные дела.
В области внутренней безопасности задачами МВД и его ведомств является обеспечение внутренней безопасности государства и защита общественного порядка, охрана и защита государственной границы и обеспечение пограничного контроля. В то же время ещё одна задача МВД и его ведомств — кризисное регулирование и спасательные работы, а также контроль миграции. Работники структур внутренней безопасности обучаются в подведомственной МВД Академии внутренней защиты.
В области региональных дел задачей МВД является развитие самоуправлений, региональное управление, а также планирование и координирование регионального развития, общегосударственное управление и надзор за деятельностью в области пространственного планирования, вопросы семейного состояния и организация дел, связанных с церквями и приходами.

## Структура
В состав аппарата Министерства внутренних дел входят:
- Государственные органы Министерства внутренних дел
  - Департамент полиции и погранохраны,
  - Спасательный департамент, центр экстренной помощи,
  - Департамент полиции безопасности
- Государственные учреждения, находящиеся в ведении Министерства внутренних дел
  - Академия внутренней безопасности[1]
  - Центр информационных технологий и развития Министерства внутренних дел (СМИТ).
- В администрацию Министерства внутренних дел также входят
  - Фонд поддержки гражданского общества

## Руководители
- Роберт Лепиксон (5 мая 1997 № 10 — 28 января 1998)
- Олари Таал (29 января 1998 № 11 — 25 марта 1999)
- Юри Мыйз (25 марта 1999 № 12 — 5 ноября 1999)
- Тармо Лоодус (9 ноября 1999 № 13 — 28 января 2002)
- Айн Сеппик (28 января 2002 № 13 — 3 февраля 2003)
- Тоомас Варек (10 февраля 2003 № 14 — 10 апреля 2003)
- Маргус Лейво (10 апреля 2003 № 15 — 13 апреля 2005)
- Калле Лаанет (13 апреля 2005 № 16 — 5 апреля 2007)
- Юри Пихл (5 апреля 2007 № 17 — 21 мая 2009)
- Марко Померанц (21 мая 2009 № 18 — 4 апреля 2011)
- Кен-Марти Вахер (5 апреля 2011 № 19 — 25 марта 2014)
- Ханно Певкур (26 марта 2014 № 20 — 26 ноября 2018)
- Катри Райк (26 ноября 2018 № 21 — 29 апреля 2019) [1]
- Март Хельме (29 апреля 2019 — 18 ноября 2020)[2]
- Алар Ланеман (18 ноября 2020 — 26 января 2021)[3]
- Кристиан Яани (26 января 2021 — 3 июня 2022)
- Лаури Ляэнеметс (18 июля 2022 — 11 марта 2025)
- Игорь Таро (25 марта 2025 — н. в.